# کولونیا سوبینه بیسکیوپ
کولونیا سوبینه بیسکیوپ (به لاتین: Kolonia Sobienie Biskupie) یک منطقهٔ مسکونی در لهستان است که در گمینا سوبینگ-یژوره واقع شده‌است. کولونیا سوبینه بیسکیوپ ۳۵ نفر جمعیت دارد.